# Youssef Agnaou
Youssef Agnaou est un footballeur marocain né le 16 février 1984 à Ajmou n'Aït Ali Ouhassou. Il joue au poste de milieu de terrain.

## Biographie
Formé au Hassania d'Agadir, il est pendant longtemps convoité par le Wydad de Casablanca et le Raja de Casablanca.
En 2008, le joueur signe finalement un contrat de 5 ans en faveur du Raja de Casablanca.

## Carrière
- 2004-2008 : Hassania d'Agadir  Maroc
- 2008-2010 : Raja de Casablanca  Maroc
- 2010-2011 : Olympique de Safi  Maroc
- 2011-jan. 2013 : CR Al Hoceina  Maroc
- jan. 2013-déc. 2014 : Hassania d'Agadir  Maroc
- depuis jan. 2015 : Olympique Dcheira  Maroc[1]

## Palmarès
- Champion du Maroc en 2009 avec le Raja de Casablanca